# EKO Computerythm
| EKO Computerhythm | EKO Computerhythm |
| Allgemeines       | Allgemeines       |
| ----------------- | ----------------- |
| Name              | Computerhythm     |
| Hersteller        | EKO               |
| Klangsynthese     | analog            |
| Zeitraum          | 1972              |
| Eigenschaften     |                   |
| Polyphon          | polyphonisch      |
| Multitimbral      | ja                |

Der EKO Computerhythm, auch Computerrhythm, ist ein analoger Drumcomputer des italienischen Unternehmens EKO, der über sechsmal zwei kombinierbare Instrumentenklänge verfügt. Er wurde in extrem geringer Stückzahl von schätzungsweise etwa zwanzig Exemplaren zwischen 1972/73 und etwa 1977 in Recanati gebaut, fand aber trotz seiner Seltenheit seinen Weg in die Musik der Elektronik-Szenegrößen Jean-Michel Jarre, Tangerine Dream und Manuel Göttsching. Vertrieben wurde das Gerät in Deutschland von der in Dortmund ansässigen Firma Voss-Musikinstrumente GmbH, die das Instrument zu einem Preis von knapp 3.000 DM im Sortiment führte.

## Allgemeines
Der Drumcomputer ist insofern besonders, als dass er für das Jahr 1972 bereits sehr fortschrittliche Technik aufweist. Dominant auf der Vorderseite des Instruments ist zentral eine Matrix aus 6x16 Leuchttatstern zu sehen, die zur Programmierung der Rhythmen dient. Links daneben befinden sich die Drucktaster, mit denen die zwölf verschiedenen Perkussionsinstrumente aktiviert werden können nebst dazugehörigem Schieberegler zur Lautstärkeregelung. Jedes Instrumentenpaar verfügt dabei über eine Reihe von 16 beleuchteten Tastern in der Matrix, die frei ausgewählt werden können. Dadurch lässt sich der Rhythmuscomputer völlig frei durch den Anwender selbst programmieren – solches war um 1972 nicht selbstverständlich, da Drum-Machines in erster Linie für den Einsatz mit elektronischen Orgeln verbreitet waren. Diese boten bloß vorgegebene Rhythmen, die zwar kombiniert, jedoch nicht verändert werden konnten.
Eine zweite Besonderheit stellt die Unterstützung der Lochkarte dar. Auf diesen können Rhythmen durch Ausstanzen bestimmter vorgebohrter Löcher dauerhaft abgespeichert und verbreitet werden. Dazu wird die Karte von oben durch einen Schacht auf der Vorderseite gezogen. Der Benutzer kann die Übertragung des Rhythmus durch Aufleuchten der entsprechenden Leuchttaster live mitverfolgen und im Ernstfall korrigieren („Hold“-Funktion).
Um verschiedene Taktarten programmieren zu können (3/4-Takt, 5/4-Takt, 6/8-Takt etc.), verfügt der Computerhythm über die Möglichkeit, die Schrittzahl des Patterns per Drucktaster vorzuwählen, was im Live-Einsatz die rhythmischen Möglichkeiten erweitert, indem man live von 16 auf z. B. 15 auf 12 auf 6 Schritte herunterschalten kann. In diesem Punkt ist der Computerhythm zeitgenössischen analogen Stepsequenzern, wie sie die Musik der Berliner Schule maßgeblich prägten, sehr nahe verwandt. Hält man zwei Tasten des Schrittbegrenzers gleichzeitig gedrückt, produziert das Instrument eine Art Trommelwirbel (zu hören auf dem Album „Die Dominas“ von Die Dominas).
Zusätzlich dazu verfügt der Computerhythm noch über eine einzelne Lautstärkesteuerung für jedes der Instrumente. Pro Reihe lassen sich zwei Instrumente zuordnen, die gleichzeitig oder alternativ eingesetzt werden können (z. B. „Cymbal“ und „Rolling Drum“ für Reihe 1).
Auch eine allgemeine Lautstärkesteuerung für das komplette Instrument sowie ein Regler für die Geschwindigkeit sind vorhanden. Der Downbeat wird durch eine periodisch aufleuchtende Lampe angezeigt.
Die programmierten Rhythmen können entweder komplett aus dem Speicher gelöscht werden mit der „General Cancel“-Taste oder pro Instrument individuell pro Reihe – dafür dienen die sieben silbernen Drucktaster rechts auf dem Bedienpanel.
Manche Geräte sind mit sechs 6,35 mm-Klinkenstecker auf der Vorder- oder Rückseite ausgestattet, die es erlauben, jedes der Perkussionsinstrumente einzeln auszugeben sowie individuelle Triggerimpulse pro Reihe zu programmieren. So kann zum Beispiel bei der Bass Drum einzeln ein Nachhall zugefügt werden.
Ansonsten verfügt der Computerhythm über zwei Audioausgänge in Mono, die unterschiedliche Impedanzen aufweisen, sodass einer davon als Kopfhörerausgang verwendet werden kann, während der andere an einen Musikinstrumentenverstärker angeschlossen werden kann.

## Sonstiges
Das Instrument wurde zwischen 1972/73 und ca. 1977 in nur sehr geringer Stückzahl von gerüchtehalber etwa 20 Exemplaren gebaut, die es in zwei verschiedenen Ausführungen gab. Dazu kommen zwei verschiedene Prototypen, die zwischen 1972 und 1973 entstanden. Die heutige Stückzahl könnte jedoch aufgrund technischer Defekte und Entsorgung aufgrund Unwissenheit über den Seltenheitsgrad noch geringer sein. Sicher ist, dass sich ein Exemplar noch heute im Heimstudio Studio Roma von Manuel Göttsching befindet. Manuel Göttsching übernahm sein Gerät vom Tangerine-Dream-Musiker Christoph Franke, der den EKO nicht nur als Drum Computer („Coldwater Canyon“ vom Livealbum „Encore“ (1977)), sondern auch als Triggergenerator für die rhythmische Steuerung seiner Sequenzer verwendete.
Der Drumcomputer war trotz seiner extremen Seltenheit gleich bei zwei bekannten Künstlern der elektronischen Musik zu hören. Auf Equinoxe, darauf insbesondere Equinoxe, Part V des französischen Komponisten Jean-Michel Jarre ist das Instrument prominent in Benutzung und deutlich im dazugehörigen Videoclip zu sehen.
Auch auf New Age of Earth von Ashra bzw. Manuel Göttsching kommt das Instrument regelmäßig zum Einsatz, insbesondere im Lied Sunrain.